# Villa Vieja
Villa Vieja és una entitat de població de l'Uruguai ubicada a l'oest del departament de Florida, sobre el límit amb San José. Té una població aproximada de 210 habitants, segons les dades del cens del 2004.
Es troba a 121 metres sobre el nivell del mar.